# Erythraeus
Erythraeus är ett släkte av spindeldjur som beskrevs av Pierre André Latreille 1806. Erythraeus ingår i familjen Erythraeidae.
Släktet innehåller bara arten Erythraeus phalangoides.